# Antonius Wierix

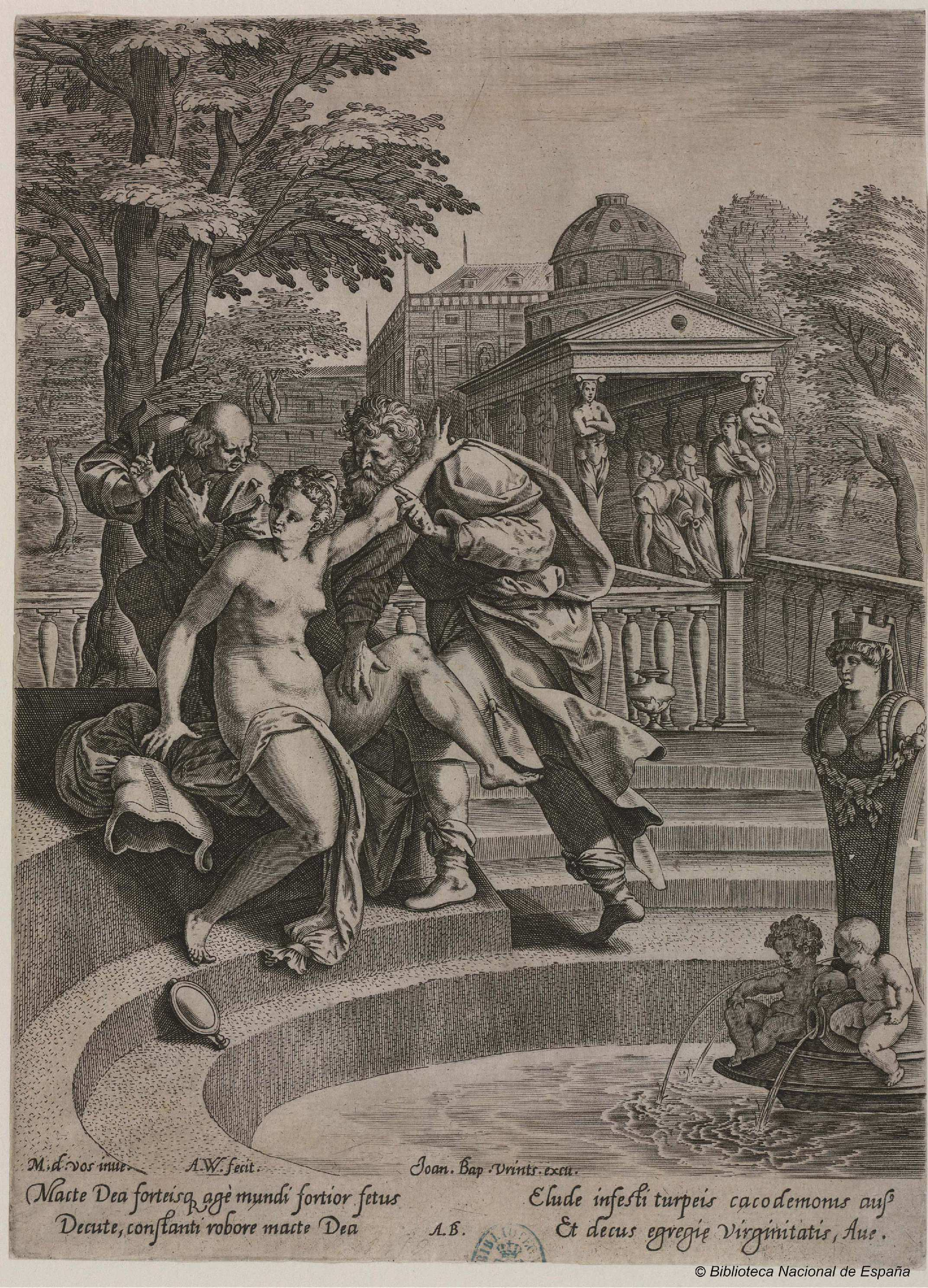
Susana y los viejos, buril, grabado de Antonius Wierix por dibujo de Marten de Vos. Biblioteca Nacional de España.

Antonius Wierix (Amberes, c. 1555/1559-1604) fue un dibujante, grabador y editor flamenco. Su producción conocida, relativamente abundante atendiendo a los años vividos, consta de unos 235 grabados, en su mayor parte de motivos bíblicos y religiosos junto con algún retrato.

## Biografía
Hermano menor de los también grabadores Johan y Hieronymus, su padre, también llamado Anton –por lo que es conocido como Antonius II– podría haber sido pintor, aunque en alguna ocasión aparece registrado como ebanista. Es probable que se formase como grabador con su hermano Hieronymus, que firmó como editor alguna estampa de Antonius. Activo al menos desde 1579, se registró en el gremio de San Lucas de Amberes en 1590-1591. Su hijo, Antonius Wierix III (1596-1624), fue también grabador, haciéndose difícil distinguir sus obras.
Aunque es posible que compartiese con sus hermanos la cercanía al luteranismo, junto a un modo de vida desordenado, también como ellos contribuyó ampliamente con sus grabados a la difusión del mensaje contrarreformista a través de su participación en series de estampas como las reunidas con el título Evangelicae historiae imagines, concebidas con destino a las Adnotationes et meditationes in Evangelia del jesuita Jerónimo Nadal (Amberes, 1593), la serie de estampas de la Pasión de Cristo por dibujos de Marten de Vos, editada por Gerard de Jode con el título Dominicae passionis mysteria, o la del Santo Rosario formada por tres estampas firmadas por Antonius como grabador y Hieronymus como editor.